# Aurel Pantea
Aurel Pantea (n. 10 martie 1952, Chețani, România) este un poet și critic literar român.

## Biografie
S-a născut în satul Chețani (azi în județul Mureș), în familia țăranului Constantin Pantea și a soției sale, Maria (n. Deac). A urmat studii primare și gimnaziale în satul natal, apoi Liceul Teoretic din Luduș și mai târziu Facultatea de Filologie a Universității „Babeș-Bolyai” din Cluj (secția română-latină, 1972-1976). După absolvire, a fost profesor la Școala generală nr. 4 din Borșa-Maramureș (1976-1980), corector la ziarul Unirea din Alba Iulia (1980-1984), profesor la Școala generală nr. 1 și la Liceul „Horia, Cloșca și Crișan” din Alba Iulia (din 1984). Ulterior a devenit conferențiar universitar dr. la Universitatea „1 Decembrie 1918” din Alba Iulia.
A lucrat, de asemenea, în presă. În timpul studenției a fost redactor la revista clujeană Echinox. A condus revista litografiată Metamorfoze, care a apărut într-un singur număr (1983). A fost redactor al revistei Vatra din Târgu Mureș (din 1989) și redactor-șef al revistei Discobolul din Alba Iulia (din 1990).

## Activitatea literară
Aurel Pantea a debutat în 1971 cu poezie în revista clujeană Echinox. A colaborat apoi cu poezii în revistele Echinox, Tribuna, Steaua, Vatra ș.a.
Debutul editorial a avut loc în 1980, în urma concursului organizat de Editura Albatros, cu volumul Casa cu retori. A publicat apoi mai multe volume de poezii, printre care Persoana de după-amiază (1983), La persoana a treia (1992) și Negru pe negru (1993).

## Volume publicate

### Poezii
- Casa cu retori, Editura Albatros, București, 1980.
- Persoana de după-amiază, Editura Dacia, Cluj, 1983.
- La persoana a treia, Editura Cartea Românească, București, 1992.
- Negru pe negru, Editura Arhipelag, Tg. Mureș, 1993.
- O victorie covârșitoare, Editura Paralela 45, Pitești, 1999.
- Aceste Veneții, aceste lagune (antologie), Editura Axa, Bacău, 1999
- Negru pe negru (alt poem), Editura Casa Cărții de Știință, Cluj, 2005.[4]
- Negru pe negru (antologie), Editura Limes, Cluj, 2009
- Nimicitorul, Editura Limes, Cluj, 2012
- Recviem pentru tăceri și nimiciri (antologie), Editura Tipo Moldova, Iași, 2013
- În urmă se sting toate luminile (antologie), Editura Charmides, Bistrița, 2014
  - Opera poetica, Editura Paralela 45, 2016

Este prezent în
- Streiflicht – Eine Auswahl zeitgenössischer rumänischer Lyrik (81 rumänische Autoren), - „Lumina piezișă”, antologie bilingvă cuprinzând 81 de autori români în traducerea lui Christian W. Schenk, Dionysos Verlag, 1994, ISBN: 3980387119
- Pieta - Eine Auswahl rumänischer Lyrik, Trad: Christian W. Schenk, Dionysos, Boppard, 2018, ISBN 9781977075666

### Critică literară
- Poeți ai transcendenței pline. Epifanii ale indeterminatului, Editura Casa Cărții de Știință, Cluj, 2003 (ediția a II-a, Editura Limes, Cluj, 2005).[5]
- Simpatii critice, Editura Casa Cărții de Știință, Cluj, 2004.
- Înapoi la lirism (o anchetă), Editura Ardealul, Tg. Mureș, 2005.
- Ștefan Aug. Doinaș (studiu monografic), Editura Limes, Cluj, 2007.
- Sacrul în poezia românească (volum colectiv), Editura Casa Cărții de Știință, Cluj, 2007.

## Afilieri
- Membru al Uniunii Scriitorilor din România[2]

## Premii și distincții
- Premiul de debut al Editurii Albatros pentru volumul de poeme Casa cu retori, 1980
- Premiul pentru poezie al revistei Poesis, Satu Mare 1992
- Premiul Cartea Anului al Salonului Național de Carte și Publicație Culturală, Cluj, 1994 pentru volumul de poeme Negru pe negru
- Premiul Octav Șuluțiu al revistei Familia, Oradea, 1998
- Premiul Frontiera Poesis pentru cea mai bună revistă, Satu Mare, 1998
- Premiul pentru excelență acordat de Uniunea Artiștilor Plastici, Filiala Alba, 2001
- Premiul de excelență acordat de Uniunea Scriitorilor din România, Filiala Mureș, Mediaș, 2002
- Diplomă de excelență acordată de Consiliul Județean Alba, Alba Iulia, 2002
- Diplomă de onoare acordată în cadrul Zilelor Revistelor Culturale din Transilvania și Banat, Mediaș, 2002
- Diplomă acordată revistei Discobolul de Uniunea Scriitorilor din România, Filiala Mureș, Tg. Mureș, 2003
- Premiul pentru critică literară al revistei Poesis pentru vol. Simpatii critice, Satu Mare, 2004
- Premiul pentru eseu al Uniunii Scriitorilor din România, Filiala Mureș pentru vol. Poeți ai transcendenței pline, Tg. Mureș, 2004
- Premiul Mediaș, acordat în cadrul Zilelor Revistelor Culturale din Transilvania și Banat, Mediaș, 2004
- Premiul pentru poezie al revistei Târnava, Tg. Mureș, 2005
- Premiul pentru publicistică literară al Uniunii Scriitorilor din România, Filiala Mureș, Tg. Mureș, 2005
- Premiul Dafora, acordat în cadrul Zilelor Revistelor Culturale din Transilvania și Banat pentru volumul de poeme Negru pe negru (alt poem), Mediaș, 2005
- Nominalizat pentru premiile Uniunii Scriitorilor din România, cu volumul Negru pe negru (alt poem), București, 2006
- Premiul pentru publicistică al Uniunii Scriitorilor din România, Filiala Mureș, 2006
- Premiul pentru critică literară, acordat de Biblioteca Județeană „Lucian Blaga” din Alba Iulia, 2006
- Premiul pentru poezie al revistei Ateneu, Bacău, 2006
- Premiul Național „Tudor Arghezi”, Tg Jiu, 2013
- Premiul Uniunii Scriitorilor din România pentru poezie, 2014

## Legături externe
Interviuri
- Aurel Pantea - „Aș vrea ca ultimele cărți pe care le scriu să fie cărți de rugăciune”, Dia Radu, Formula AS, nr. 998, 2011